# Medophron latus
Medophron latus là một loài tò vò trong họ Ichneumonidae.